# StarDance …když hvězdy tančí (2. řada)
Druhá řada StarDance …když hvězdy tančí, taneční televizní show, měla premiéru na programu ČT1 veřejnoprávní České televize v sobotu 3. listopadu 2007.
V průběhu finálového večera, který se uskutečnil 22. prosince 2007, se vítězi stali akrobatický lyžař Aleš Valenta a Iva Langerová. Druhé místo obsadili herečka Tatiana Vilhelmová s Petrem Čadkem.

## Porota a moderátoři
Do poroty zasedl Richard Hes, Tatiana Drexler, Mahulena Bočanová a Zdeněk Chlopčík. Moderátorskou dvojici tvořili Marek Eben a Tereza Kostková. Hlas, který zval moderátory a taneční páry na parket a uváděl porotce při známkování, patřil Otakaru Brouskovi st.

## Hudba
O hudební doprovod v 2. řadě StarDance se postaral MoonDance Orchestra Martina Kumžáka. Zpěvem doprovázeli tanečníky Naďa Wepperová, Dasha, Alena Průchová, Michal Cerman a Dušan Kollár.

## Soutěžící
V soutěži se představilo celkem osm známých osobností, které utvořily páry s osmi profesionálními tanečníky.
| Celebrita           | Povolání celebrity         | Profesionální tanečník | Výsledek | Ref.  |
| ------------------- | -------------------------- | ---------------------- | -------- | ----- |
| Aleš Valenta        | akrobatický lyžař          | Iva Langerová          | 1. místo | [ 3 ] |
| Tatiana Vilhelmová  | herečka                    | Petr Čadek             | 2. místo | [ 3 ] |
| Jiří Schmitzer      | herec                      | Simona Švrčková        | 3. místo | [ 4 ] |
| Michal Dlouhý       | herec                      | Michaela Gatěková      | 4. místo | [ 5 ] |
| Robert Záruba       | sportovní komentátor       | Vanda Dětinská         | 5. místo | [ 6 ] |
| Monika Žídková      | Miss ČR a Miss Europe 1995 | Jan Halíř              | 6. místo | [ 7 ] |
| Lenka Filipová      | zpěvačka                   | Michael Petr           | 7. místo | [ 8 ] |
| Štěpánka Hilgertová | kajakářka                  | Michal Němeček         | 8. místo | [ 9 ] |

## Bodování
|  | nejvyšší body poroty |  | vyřazení ze soutěže |

Porotci rozhodovali pomocí bodování a diváci SMS zprávami.
| Pár                 | Výsledek    | Bodování poroty v tanečních večerech | Bodování poroty v tanečních večerech | Bodování poroty v tanečních večerech | Bodování poroty v tanečních večerech | Bodování poroty v tanečních večerech | Bodování poroty v tanečních večerech | Bodování poroty v tanečních večerech | Bodování poroty v tanečních večerech |
| Pár                 | Výsledek    | 1.                                   | 2.                                   | 3.                                   | 4.                                   | 5.                                   | 6.                                   | 7.                                   | 8.                                   |
| ------------------- | ----------- | ------------------------------------ | ------------------------------------ | ------------------------------------ | ------------------------------------ | ------------------------------------ | ------------------------------------ | ------------------------------------ | ------------------------------------ |
| Aleš Valenta        | 1. místo    | 30                                   | 35                                   | 27                                   | 38                                   | 32                                   | 34 + 32 = 66                         | 38 + 38 = 76                         | 40 + 37 + 39 = 116                   |
| Iva Langerová       | 1. místo    | 30                                   | 35                                   | 27                                   | 38                                   | 32                                   | 34 + 32 = 66                         | 38 + 38 = 76                         | 40 + 37 + 39 = 116                   |
| Tatiana Vilhelmová  | 2. místo    | 32                                   | 33                                   | 28                                   | 26                                   | 39                                   | 34 + 32 = 66                         | 31 + 37 = 68                         | 37 + 40 + 39 = 116                   |
| Petr Čadek          | 2. místo    | 32                                   | 33                                   | 28                                   | 26                                   | 39                                   | 34 + 32 = 66                         | 31 + 37 = 68                         | 37 + 40 + 39 = 116                   |
| Jiří Schmitzer      | 3. místo    | 18                                   | 23                                   | 29                                   | 25                                   | 19                                   | 27 + 29 = 56                         | 26 + 24 = 50                         | —                                    |
| Simona Švrčková     | 3. místo    | 18                                   | 23                                   | 29                                   | 25                                   | 19                                   | 27 + 29 = 56                         | 26 + 24 = 50                         | —                                    |
| Michal Dlouhý       | 4. místo    | 25                                   | 30                                   | 31                                   | 33                                   | 33                                   | 25 + 37 = 62                         | —                                    | —                                    |
| Michaela Gatěková   | 4. místo    | 25                                   | 30                                   | 31                                   | 33                                   | 33                                   | 25 + 37 = 62                         | —                                    | —                                    |
| Robert Záruba       | 5. místo    | 18                                   | 28                                   | 20                                   | 27                                   | 27                                   | —                                    | —                                    | —                                    |
| Vanda Dětinská      | 5. místo    | 18                                   | 28                                   | 20                                   | 27                                   | 27                                   | —                                    | —                                    | —                                    |
| Monika Žídková      | 6. místo    | 22                                   | 27                                   | 31                                   | odstoupili                           | —                                    | —                                    | —                                    | —                                    |
| Jan Halíř           | 6. místo    | 22                                   | 27                                   | 31                                   | odstoupili                           | —                                    | —                                    | —                                    | —                                    |
| Lenka Filipová      | 7. místo    | 20                                   | 21                                   | 18                                   | —                                    | —                                    | —                                    | —                                    | —                                    |
| Michael Petr        | 7. místo    | 20                                   | 21                                   | 18                                   | —                                    | —                                    | —                                    | —                                    | —                                    |
| Štěpánka Hilgertová | 8. místo    | 21                                   | 22                                   | —                                    | —                                    | —                                    | —                                    | —                                    | —                                    |
| Michal Němeček      | 8. místo    | 21                                   | 22                                   | —                                    | —                                    | —                                    | —                                    | —                                    | —                                    |
| Celkem              | Celkem      | 186                                  | 219                                  | 184                                  | 149                                  | 150                                  | 250                                  | 194                                  | 232                                  |
| Průměr              | Průměr      | 23,3                                 | 27,4                                 | 26,3                                 | 29,8                                 | 30                                   | 31,3                                 | 32,3                                 | 38,7                                 |
| Párů v kole         | Párů v kole | 8                                    | 8                                    | 7                                    | 5                                    | 5                                    | 4                                    | 3                                    | 2                                    |

## Taneční večery

### 1. díl (3. listopadu 2007)
Během prvního večera se tančila cha-cha a waltz. Žádný z párů soutěž neopustil a body od poroty měly pouze informativní charakter.
Závěrečnou písní prvního večera byla „Get Up Offa That Thing“ od Jamese Browna.
| P  | Pár                 | Tanec   | Hudba                                                                       | Body | Body    | Body     | Body     | Body   |
| P  | Pár                 | Tanec   | Hudba                                                                       | Hess | Drexler | Bočanová | Chlopčík | Celkem |
| -- | ------------------- | ------- | --------------------------------------------------------------------------- | ---- | ------- | -------- | -------- | ------ |
| 1. | Michal Dlouhý       | cha-cha | „Lady Marmalade“ (Christina Aguilera & Mya & Pink & Lil' Kim/Moulin Rouge!) | 6    | 7       | 7        | 5        | 25     |
| 1. | Michaela Gatěková   | cha-cha | „Lady Marmalade“ (Christina Aguilera & Mya & Pink & Lil' Kim/Moulin Rouge!) | 6    | 7       | 7        | 5        | 25     |
| 2. | Monika Žídková      | waltz   | „The Shores of the Swilly“ (Phil Coulter & Sinéad O'Connor)                 | 5    | 5       | 6        | 6        | 22     |
| 2. | Jan Halíř           | waltz   | „The Shores of the Swilly“ (Phil Coulter & Sinéad O'Connor)                 | 5    | 5       | 6        | 6        | 22     |
| 3. | Jiří Schmitzer      | cha-cha | „Unchain My Heart“ (Joe Cocker)                                             | 4    | 5       | 5        | 4        | 18     |
| 3. | Simona Švrčková     | cha-cha | „Unchain My Heart“ (Joe Cocker)                                             | 4    | 5       | 5        | 4        | 18     |
| 4. | Robert Záruba       | waltz   | „If You Don't Know Me by Now“ (Simply Red)                                  | 4    | 5       | 5        | 4        | 18     |
| 4. | Vanda Dětinská      | waltz   | „If You Don't Know Me by Now“ (Simply Red)                                  | 4    | 5       | 5        | 4        | 18     |
| 5. | Štěpánka Hilgertová | cha-cha | „The Game of Love“ (Santana & Michelle Branch)                              | 5    | 6       | 5        | 5        | 21     |
| 5. | Michal Němeček      | cha-cha | „The Game of Love“ (Santana & Michelle Branch)                              | 5    | 6       | 5        | 5        | 21     |
| 6. | Aleš Valenta        | waltz   | „Three Times a Lady“ (Lionel Richie)                                        | 8    | 7       | 8        | 7        | 30     |
| 6. | Iva Langerová       | waltz   | „Three Times a Lady“ (Lionel Richie)                                        | 8    | 7       | 8        | 7        | 30     |
| 7. | Tatiana Vilhelmová  | cha-cha | „I'm Outta Love“ (Anastacia)                                                | 8    | 8       | 8        | 8        | 32     |
| 7. | Petr Čadek          | cha-cha | „I'm Outta Love“ (Anastacia)                                                | 8    | 8       | 8        | 8        | 32     |
| 8. | Lenka Filipová      | waltz   | „With You I'm Born Again“ (Billy Preston & Syreeta Wright)                  | 4    | 6       | 6        | 4        | 20     |
| 8. | Michael Petr        | waltz   | „With You I'm Born Again“ (Billy Preston & Syreeta Wright)                  | 4    | 6       | 6        | 4        | 20     |

### 2. díl (10. listopadu 2007)
Druhý večer předvedly páry rumbu a quickstep a poprvé se vyřazovalo.
Štěpánka Hilgertová a Michal Němeček se rozloučili se soutěží tancem na píseň „You Don't Have to Say You Love Me“ od Dusty Springfield.
| P  | Pár                 | Tanec     | Hudba                                         | Body | Body    | Body     | Body     | Body   |
| P  | Pár                 | Tanec     | Hudba                                         | Hess | Drexler | Bočanová | Chlopčík | Celkem |
| -- | ------------------- | --------- | --------------------------------------------- | ---- | ------- | -------- | -------- | ------ |
| 1. | Lenka Filipová      | rumba     | „Con los años que me quedan“ (Gloria Estefan) | 5    | 6       | 6        | 4        | 21     |
| 1. | Michael Petr        | rumba     | „Con los años que me quedan“ (Gloria Estefan) | 5    | 6       | 6        | 4        | 21     |
| 2. | Michal Dlouhý       | quickstep | „Cheerful Little Earful“ (Ella Fitzgerald)    | 7    | 8       | 8        | 7        | 30     |
| 2. | Michaela Gatěková   | quickstep | „Cheerful Little Earful“ (Ella Fitzgerald)    | 7    | 8       | 8        | 7        | 30     |
| 3. | Monika Žídková      | rumba     | „Te esperaré“ (José Feliciano)                | 5    | 7       | 8        | 7        | 27     |
| 3. | Jan Halíř           | rumba     | „Te esperaré“ (José Feliciano)                | 5    | 7       | 8        | 7        | 27     |
| 4. | Jiří Schmitzer      | quickstep | „Let Me Entertain You“ (Robbie Williams)      | 5    | 6       | 7        | 5        | 23     |
| 4. | Simona Švrčková     | quickstep | „Let Me Entertain You“ (Robbie Williams)      | 5    | 6       | 7        | 5        | 23     |
| 5. | Robert Záruba       | rumba     | „Hero“ (Enrique Iglesias)                     | 8    | 7       | 7        | 6        | 28     |
| 5. | Vanda Dětinská      | rumba     | „Hero“ (Enrique Iglesias)                     | 8    | 7       | 7        | 6        | 28     |
| 6. | Tatiana Vilhelmová  | quickstep | „9 to 5“ (Dolly Parton)                       | 7    | 8       | 9        | 9        | 33     |
| 6. | Petr Čadek          | quickstep | „9 to 5“ (Dolly Parton)                       | 7    | 8       | 9        | 9        | 33     |
| 7. | Aleš Valenta        | rumba     | „Beautiful“ (Christina Aguilera)              | 9    | 9       | 8        | 9        | 35     |
| 7. | Iva Langerová       | rumba     | „Beautiful“ (Christina Aguilera)              | 9    | 9       | 8        | 9        | 35     |
| 8. | Štěpánka Hilgertová | quickstep | „Dancin’ Fool“ (Barry Manilow)                | 4    | 6       | 7        | 5        | 22     |
| 8. | Michal Němeček      | quickstep | „Dancin’ Fool“ (Barry Manilow)                | 4    | 6       | 7        | 5        | 22     |

### 3. díl (17. listopadu 2007)
Pro třetí večer si páry připravily jive a tango.
Lenka Filipová a Michael Petr se rozloučili se soutěží tancem na píseň „Theme from Mahogany (Do You Know Where You're Going To)“ od Diany Ross.
| P  | Pár                | Tanec | Hudba                                                           | Body | Body    | Body     | Body     | Body   |
| P  | Pár                | Tanec | Hudba                                                           | Hess | Drexler | Bočanová | Chlopčík | Celkem |
| -- | ------------------ | ----- | --------------------------------------------------------------- | ---- | ------- | -------- | -------- | ------ |
| 1. | Aleš Valenta       | jive  | „These Boots Are Made for Walkin'“ (Nancy Sinatra)              | 7    | 7       | 7        | 6        | 27     |
| 1. | Iva Langerová      | jive  | „These Boots Are Made for Walkin'“ (Nancy Sinatra)              | 7    | 7       | 7        | 6        | 27     |
| 2. | Robert Záruba      | tango | „The Phantom of the Opera“ (Andrew Lloyd Webber/Fantom opery)   | 5    | 5       | 6        | 4        | 20     |
| 2. | Vanda Dětinská     | tango | „The Phantom of the Opera“ (Andrew Lloyd Webber/Fantom opery)   | 5    | 5       | 6        | 4        | 20     |
| 3. | Tatiana Vilhelmová | jive  | „Land of a Thousand Dances“ (Wilson Pickett)                    | 8    | 8       | 7        | 5        | 28     |
| 3. | Petr Čadek         | jive  | „Land of a Thousand Dances“ (Wilson Pickett)                    | 8    | 8       | 7        | 5        | 28     |
| 4. | Lenka Filipová     | tango | „Canción del Mariachi“ (Los Lobos & Antonio Banderas/Desperado) | 5    | 5       | 5        | 3        | 18     |
| 4. | Michael Petr       | tango | „Canción del Mariachi“ (Los Lobos & Antonio Banderas/Desperado) | 5    | 5       | 5        | 3        | 18     |
| 5. | Michal Dlouhý      | jive  | „Proud Mary“ (Tina Turner)                                      | 8    | 8       | 8        | 7        | 31     |
| 5. | Michaela Gatěková  | jive  | „Proud Mary“ (Tina Turner)                                      | 8    | 8       | 8        | 7        | 31     |
| 6. | Monika Žídková     | tango | „Una música brutal“ (Gotan Project)                             | 7    | 8       | 8        | 8        | 31     |
| 6. | Jan Halíř          | tango | „Una música brutal“ (Gotan Project)                             | 7    | 8       | 8        | 8        | 31     |
| 7. | Jiří Schmitzer     | jive  | „Do You Love Me“ (The Contours)                                 | 9    | 7       | 7        | 6        | 29     |
| 7. | Simona Švrčková    | jive  | „Do You Love Me“ (The Contours)                                 | 9    | 7       | 7        | 6        | 29     |

### 4. díl (24. listopadu 2007)
Čtvrtý večer tančily páry slowfox a paso doble. Na začátku moderátoři oznámili odstoupení páru Monika Žídková a Jan Halíř z důvodu autonehody partnera.
Monika Žídková se rozloučila se soutěží tancem na píseň „Someday“ od Heidi Mollenhauer z filmu Zvoník u Matky Boží.
| P  | Pár                | Tanec      | Hudba                                                              | Body | Body    | Body     | Body     | Body   |
| P  | Pár                | Tanec      | Hudba                                                              | Hess | Drexler | Bočanová | Chlopčík | Celkem |
| -- | ------------------ | ---------- | ------------------------------------------------------------------ | ---- | ------- | -------- | -------- | ------ |
| 1. | Tatiana Vilhelmová | slowfox    | „Philadelphia“ (Vaya Con Dios)                                     | 6    | 6       | 8        | 6        | 26     |
| 1. | Petr Čadek         | slowfox    | „Philadelphia“ (Vaya Con Dios)                                     | 6    | 6       | 8        | 6        | 26     |
| 2. | Michal Dlouhý      | paso doble | „España Cañí“ (Pascual Marquina Narro)                             | 7    | 9       | 9        | 8        | 33     |
| 2. | Michaela Gatěková  | paso doble | „España Cañí“ (Pascual Marquina Narro)                             | 7    | 9       | 9        | 8        | 33     |
| 3. | Jiří Schmitzer     | slowfox    | „Crazy“ (Aerosmith)                                                | 7    | 7       | 7        | 4        | 25     |
| 3. | Simona Švrčková    | slowfox    | „Crazy“ (Aerosmith)                                                | 7    | 7       | 7        | 4        | 25     |
| 4. | Robert Záruba      | paso doble | „Spanish Trumpets“ (Klaus Hallen Tanzorchester))                   | 6    | 7       | 8        | 6        | 27     |
| 4. | Vanda Dětinská     | paso doble | „Spanish Trumpets“ (Klaus Hallen Tanzorchester))                   | 6    | 7       | 8        | 6        | 27     |
| 5. | Aleš Valenta       | slowfox    | „Dream a Little Dream of Me“ (Cass Elliot & The Mamas & the Papas) | 9    | 9       | 10       | 10       | 38     |
| 5. | Iva Langerová      | slowfox    | „Dream a Little Dream of Me“ (Cass Elliot & The Mamas & the Papas) | 9    | 9       | 10       | 10       | 38     |

### 5. díl (1. prosince 2007)
V první části pátého večera tančily páry sambu. Ve druhé části si páry připravily společnou choreografii a zatančili valčík na píseň „Have You Ever Really Loved a Woman?“ od Bryana Adamse. Tento tanec porota nehodnotila body, ale jen slovně.
Robert Záruba a Vanda Dětinská se rozloučily se soutěží tancem na píseň „Angels“ od Robbieho Williamse.
| P  | Pár                | Tanec | Hudba                                      | Body | Body    | Body     | Body     | Body   |
| P  | Pár                | Tanec | Hudba                                      | Hess | Drexler | Bočanová | Chlopčík | Celkem |
| -- | ------------------ | ----- | ------------------------------------------ | ---- | ------- | -------- | -------- | ------ |
| 1. | Jiří Schmitzer     | samba | „Rhythm of the Night“ (Moulin Rouge!)      | 4    | 4       | 6        | 5        | 19     |
| 1. | Simona Švrčková    | samba | „Rhythm of the Night“ (Moulin Rouge!)      | 4    | 4       | 6        | 5        | 19     |
| 2. | Aleš Valenta       | samba | „Mujer Latina“ (Thalía)                    | 8    | 8       | 8        | 8        | 32     |
| 2. | Iva Langerová      | samba | „Mujer Latina“ (Thalía)                    | 8    | 8       | 8        | 8        | 32     |
| 3. | Robert Záruba      | samba | „Conga“ (Gloria Estefan)                   | 6    | 8       | 7        | 6        | 27     |
| 3. | Vanda Dětinská     | samba | „Conga“ (Gloria Estefan)                   | 6    | 8       | 7        | 6        | 27     |
| 4. | Michal Dlouhý      | samba | „Olé olé“ (Leonid Agutin)                  | 8    | 9       | 8        | 8        | 33     |
| 4. | Michaela Gatěková  | samba | „Olé olé“ (Leonid Agutin)                  | 8    | 9       | 8        | 8        | 33     |
| 5. | Tatiana Vilhelmová | samba | „Crickets Sing for Anamaria“ (Emma Bunton) | 10   | 9       | 10       | 10       | 39     |
| 5. | Petr Čadek         | samba | „Crickets Sing for Anamaria“ (Emma Bunton) | 10   | 9       | 10       | 10       | 39     |

### 6. díl (8. prosince 2007)
Šestý večer zatančit každý pár dva tance, jeden standardní a jeden latinskoamerický.
Michal Dlouhý a Michaela Gatěková se rozloučily se soutěží tancem na píseň „Don't Speak“ od skupiny No Doubt.
| P  | Pár                | Tanec      | Hudba                                                        | Body | Body    | Body     | Body     | Body   |
| P  | Pár                | Tanec      | Hudba                                                        | Hess | Drexler | Bočanová | Chlopčík | Celkem |
| -- | ------------------ | ---------- | ------------------------------------------------------------ | ---- | ------- | -------- | -------- | ------ |
| 1. | Michal Dlouhý      | waltz      | „The Last Waltz“ (Engelbert Humperdinck)                     | 4    | 8       | 8        | 5        | 25     |
| 1. | Michaela Gatěková  | waltz      | „The Last Waltz“ (Engelbert Humperdinck)                     | 4    | 8       | 8        | 5        | 25     |
| 2. | Tatiana Vilhelmová | rumba      | „Get Here“ (Brenda Russell)                                  | 8    | 10      | 9        | 7        | 34     |
| 2. | Petr Čadek         | rumba      | „Get Here“ (Brenda Russell)                                  | 8    | 10      | 9        | 7        | 34     |
| 3. | Aleš Valenta       | tango      | „History Repeating“ (Propellerheads & Shirley Bassey)        | 8    | 9       | 9        | 8        | 34     |
| 3. | Iva Langerová      | tango      | „History Repeating“ (Propellerheads & Shirley Bassey)        | 8    | 9       | 9        | 8        | 34     |
| 4. | Jiří Schmitzer     | paso doble |                                                              | 8    | 5       | 7        | 7        | 27     |
| 4. | Simona Švrčková    | paso doble |                                                              | 8    | 5       | 7        | 7        | 27     |
| 5. | Michal Dlouhý      | rumba      | „Satisfy My Soul“ (Bob Marley and the Wailers)               | 9    | 9       | 10       | 9        | 37     |
| 5. | Michaela Gatěková  | rumba      | „Satisfy My Soul“ (Bob Marley and the Wailers)               | 9    | 9       | 10       | 9        | 37     |
| 6. | Tatiana Vilhelmová | tango      | „Eleanor Rigby“ (The Beatles)                                | 8    | 7       | 10       | 7        | 32     |
| 6. | Petr Čadek         | tango      | „Eleanor Rigby“ (The Beatles)                                | 8    | 7       | 10       | 7        | 32     |
| 7. | Aleš Valenta       | cha-cha    | „Kiss“ (Tom Jones & Art of Noise)                            | 8    | 8       | 9        | 7        | 32     |
| 7. | Iva Langerová      | cha-cha    | „Kiss“ (Tom Jones & Art of Noise)                            | 8    | 8       | 9        | 7        | 32     |
| 8. | Jiří Schmitzer     | waltz      | „Who Would Imagine a King“ (Whitney Houston/Kazatelova žena) | 8    | 7       | 7        | 7        | 29     |
| 8. | Simona Švrčková    | waltz      | „Who Would Imagine a King“ (Whitney Houston/Kazatelova žena) | 8    | 7       | 7        | 7        | 29     |

### 7. díl (15. prosince 2007)
Sedmý večer zatančit každý pár opět dva tance, jeden standardní a jeden latinskoamerický.
Jiří Schmitzer a Simona Švrčková se rozloučily se soutěží tancem na píseň „Wonderful Tonight“ od Erica Claptona.
| P  | Pár                | Tanec      | Hudba                                   | Body | Body    | Body     | Body     | Body   |
| P  | Pár                | Tanec      | Hudba                                   | Hess | Drexler | Bočanová | Chlopčík | Celkem |
| -- | ------------------ | ---------- | --------------------------------------- | ---- | ------- | -------- | -------- | ------ |
| 1. | Aleš Valenta       | paso doble | „España Cañí“ (Pascual Marquina Narro)  | 9    | 10      | 10       | 9        | 38     |
| 1. | Iva Langerová      | paso doble | „España Cañí“ (Pascual Marquina Narro)  | 9    | 10      | 10       | 9        | 38     |
| 2. | Jiří Schmitzer     | rumba      | „Imagine“ (John Lennon)                 | 7    | 6       | 7        | 6        | 26     |
| 2. | Simona Švrčková    | rumba      | „Imagine“ (John Lennon)                 | 7    | 6       | 7        | 6        | 26     |
| 3. | Tatiana Vilhelmová | waltz      | „If I Were a Painting“ (Kenny Rogers)   | 8    | 8       | 8        | 7        | 31     |
| 3. | Petr Čadek         | waltz      | „If I Were a Painting“ (Kenny Rogers)   | 8    | 8       | 8        | 7        | 31     |
| 4. | Aleš Valenta       | quickstep  | „Sparkling Diamonds“ (Moulin Rouge!)    | 9    | 10      | 10       | 9        | 38     |
| 4. | Iva Langerová      | quickstep  | „Sparkling Diamonds“ (Moulin Rouge!)    | 9    | 10      | 10       | 9        | 38     |
| 5. | Jiří Schmitzer     | tango      | „Eye of the Tiger“ (Survivor/Rocky III) | 6    | 6       | 6        | 6        | 24     |
| 5. | Simona Švrčková    | tango      | „Eye of the Tiger“ (Survivor/Rocky III) | 6    | 6       | 6        | 6        | 24     |
| 6. | Tatiana Vilhelmová | paso doble | „España Cañí“ (Pascual Marquina Narro)  | 10   | 9       | 10       | 8        | 37     |
| 6. | Petr Čadek         | paso doble | „España Cañí“ (Pascual Marquina Narro)  | 10   | 9       | 10       | 8        | 37     |

### 8. díl (22. prosince 2007)
Ve finále byl korunováni král a královna tanečního parketu. Každý pár se představil čtyřikrát –⁠ zatančil svůj nejlepší standardní tanec, nejlepší latinskoamerický tanec, freestyle a nejlepší tanec podle výběru páru. Na parket se vrátili také vyřazené páry, které zatančili část jednoho ze svých tanců. Na závěr 1. části večera proběhlo odevzdání vydražených tréninkových kalhot Jiřího Schmitzera a předání částky organizaci Člověk v tísni. Před samotným vyhlášením krále a královny parketu zatančily všechny páry II. řady společný tanec na píseň Marka Ebena.
Závěrečnou písní II. ročníku StarDance byla „Get Up Offa That Thing“ od Jamese Browna.
| P  | Pár                | Tanec     | Hudba                                                              | Body | Body    | Body     | Body     | Body   |
| P  | Pár                | Tanec     | Hudba                                                              | Hess | Drexler | Bočanová | Chlopčík | Celkem |
| -- | ------------------ | --------- | ------------------------------------------------------------------ | ---- | ------- | -------- | -------- | ------ |
| 1. | Tatiana Vilhelmová | tango     | „Eleanor Rigby“ (The Beatles)                                      | 9    | 9       | 10       | 9        | 37     |
| 1. | Petr Čadek         | tango     | „Eleanor Rigby“ (The Beatles)                                      | 9    | 9       | 10       | 9        | 37     |
| 2. | Aleš Valenta       | slowfox   | „Dream a Little Dream of Me“ (Cass Elliot & The Mamas & the Papas) | 10   | 10      | 10       | 10       | 40     |
| 2. | Iva Langerová      | slowfox   | „Dream a Little Dream of Me“ (Cass Elliot & The Mamas & the Papas) | 10   | 10      | 10       | 10       | 40     |
| 3. | Tatiana Vilhelmová | samba     | „Crickets Sing for Anamaria“ (Emma Bunton)                         | 10   | 10      | 10       | 10       | 40     |
| 3. | Petr Čadek         | samba     | „Crickets Sing for Anamaria“ (Emma Bunton)                         | 10   | 10      | 10       | 10       | 40     |
| 4. | Aleš Valenta       | cha-cha   | „Kiss“ (Tom Jones & Art of Noise)                                  | 9    | 10      | 9        | 9        | 37     |
| 4. | Iva Langerová      | cha-cha   | „Kiss“ (Tom Jones & Art of Noise)                                  | 9    | 10      | 9        | 9        | 37     |
| 5. | Tatiana Vilhelmová | freestyle | „This Business of Love“ (Domino/Maska)                             | 9    | 10      | 10       | 10       | 39     |
| 5. | Petr Čadek         | freestyle | „This Business of Love“ (Domino/Maska)                             | 9    | 10      | 10       | 10       | 39     |
| 6. | Aleš Valenta       | freestyle | „Get the Party Started“ (Pink)                                     | 10   | 10      | 10       | 9        | 39     |
| 6. | Iva Langerová      | freestyle | „Get the Party Started“ (Pink)                                     | 10   | 10      | 10       | 9        | 39     |
| 7. | Tatiana Vilhelmová | rumba     | „Get Here“ (Brenda Russell)                                        | —    | —       | —        | —        | —      |
| 7. | Petr Čadek         | rumba     | „Get Here“ (Brenda Russell)                                        | —    | —       | —        | —        | —      |
| 8. | Aleš Valenta       | quickstep | „Sparkling Diamonds“ (Moulin Rouge!)                               | —    | —       | —        | —        | —      |
| 8. | Iva Langerová      | quickstep | „Sparkling Diamonds“ (Moulin Rouge!)                               | —    | —       | —        | —        | —      |